# San Mateo (cantão)
San Mateo é um cantão da Costa Rica, situado na província de Alajuela. Limita ao leste com Atenas, ao norte com San Ramón e Esparza, ao oeste com Esparza, e ao sul com Orotina. Sua capital é a cidade de San Mateo. Possui uma área de 125,9 km² e sua população está estimada em 6.630 habitantes.

## Divisão política
Atualmente, o cantão de San Mateo possui 4 distritos:
|   | Nome do Distrito |
| - | ---------------- |
| 1 | San Mateo        |
| 2 | Desmonte         |
| 3 | Jesús María      |
| 4 | Labrador         |